# Polideportivo Ejido
Club Polideportivo Ejido war ein spanischer Fußballverein aus El Ejido, Andalusien. 

## Geschichte
Der Verein wurde im Jahr 1969 gegründet. 
Nach vielen Jahren in der unterklassigen Tercera División und der Segunda División B gelang Polideportivo Ejido 2001 der Aufstieg in die Segunda División, in der man sieben Jahre lang spielte, bis man in der Saison 2007/08 als 22. abstieg. Nach anhaltenden finanziellen Problemen ging der Verein im Januar 2012 insolvent. Nach der Auflösung des Vereines gründeten einige Spieler und Mitglieder im Juni 2012 den Nachfolgeverein CD El Ejido.
Polideportivo Ejido spielte in Hellblau und Weiß. Der Verein spielte bis zu seiner Auflösung im Estadio Municipal Santo Domingo, das 7.870 Zuschauern Platz bot.

## Spieler
- Gerhard Poschner (2002–2003)

## Erfolge
- Aufstieg in die Segunda División B 1995/96 und 1999/2000.
- Aufstieg in die Segunda División 2000/01.